# Pablo Bonilla
Pablo Alejandro Bonilla Serrada
(Piritu, Portuguesa, Venezuela; 2 de diciembre de 1999) es un futbolista venezolano que juega como defensa en la Carabobo fc de la Primera División de Venezuela.

## Trayectoria

### Inicios
Bonilla, quien comenzó a jugar en las categorías menores de Píritu, llega al Portuguesa FC en 2016.
En 2018 debuta con el primer equipo de Portuguesa F.C y en 2019 es traspasado al Deportivo La Guaira.

### Portland Timbers
El 18 de junio de 2020 es fichado por el Portland Timbers de la MLS.
El 11 de agosto del mismo año se proclama campeón con su equipo del torneo MLS is Back 2020.
El jugador renovó su contrato con el club hasta el 2023, el 2 de marzo de 2022.

## Selección nacional

### Selección juvenil
Es convocado en su primer módulo en enero del 2018 para los juegos centroamericanos y del caribes 2018.

### Participaciones internacionales
| Selección | Competición                        | Sede     | Resultado        | Partidos | Goles anotados |
| --------- | ---------------------------------- | -------- | ---------------- | -------- | -------------- |
| Sub-20    | Suramericanos 2018                 | Bolivia  | Tercer lugar     | 3        | 1              |
| Sub-20    | Centroamericanos y del Caribe 2018 | Colombia | Medalla de plata | 4        | 0              |
| Sub-20    | Sudamericano Sub-20 de 2019        | Chile    | Fase final       | 3        | 0              |
| Sub-23    | Preolímpico 2020                   | Colombia | Primera Fase     | 4        | 0              |
| Total     | Total                              | Total    | Total            | 14       | 1              |

## Estadísticas
Actualizado al último partido jugado el 29 de mayo de 2022.
| Portuguesa FC Venezuela | 1.ª           | 2017          | 32  | 1 | 0 | 0 | — | — | 32  | 1 |
| Portuguesa FC Venezuela | 1.ª           | 2018          | 20  | 0 | 0 | 0 | — | — | 20  | 0 |
| Portuguesa FC Venezuela | 1.ª           | 2019          | 18  | 2 | 0 | 0 | — | — | 18  | 2 |
| Portuguesa FC Venezuela | Total club    | Total club    | 70  | 3 | 0 | 0 | — | — | 70  | 3 |
| Deportivo La Guaira Venezuela | 1.ª           | 2019          | 6   | 1 | 0 | 0 | — | — | 6   | 1 |
| Deportivo La Guaira Venezuela | Total club    | Total club    | 6   | 1 | 0 | 0 | — | — | 6   | 1 |
| Portland Timbers Estados Unidos | 1.ª           | 2020          | 12  | 0 | 3 | 0 | — | — | 15  | 0 |
| Portland Timbers Estados Unidos | 1.ª           | 2021          | 18  | 0 | 0 | 0 | 1 | 0 | 19  | 0 |
| Portland Timbers Estados Unidos | 1.ª           | 2022          | 6   | 0 | 1 | 0 | 0 | 0 | 7   | 0 |
| Portland Timbers Estados Unidos | Total club    | Total club    | 36  | 0 | 4 | 0 | 1 | 0 | 41  | 0 |
| Total carrera | Total carrera | Total carrera | 112 | 4 | 4 | 0 | 1 | 0 | 117 | 4 |
| (1) Incluye datos de Copa Venezuela y MLS Is Back(2) Incluye datos de la Liga Campeones de la Concacaf.(3)No incluye partidos amistosos. |               |               |     |   |   |   |   |   |     |   |

## Palmarés

### Títulos nacionales
| Título             | Club             | País           | Año  |
| ------------------ | ---------------- | -------------- | ---- |
| Torneo MLS Is Back | Portland Timbers | Estados Unidos | 2020 |

### Títulos internacionales
| Título                                                            | Club      | País     | Año  |
| ----------------------------------------------------------------- | --------- | -------- | ---- |
| Medalla de Plata en Juegos Centroamericanos y del Caribe (Sub-20) | Venezuela | Colombia | 2018 |